# Linia kolejowa 144 Prievidza – Nitrianske Pravno
Linia kolejowa nr 144 Prievidza – Nitrianske Pravno – linia kolejowa na Słowacji o długości 11 km, łącząca Prievidzę z miejscowością Nitrianske Pravno. Jest to linia jednotorowa oraz niezelektryfikowana.